# Strömgren (cráter)

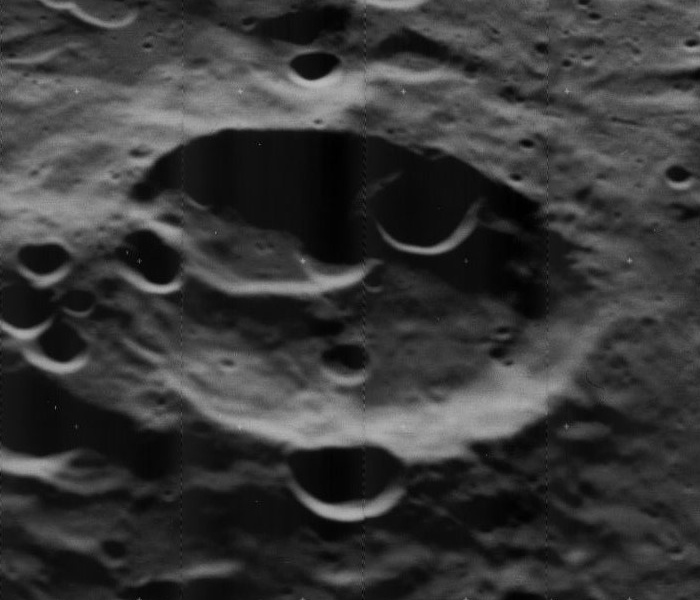
Imagen oblicua de la misión Lunar Orbiter 5

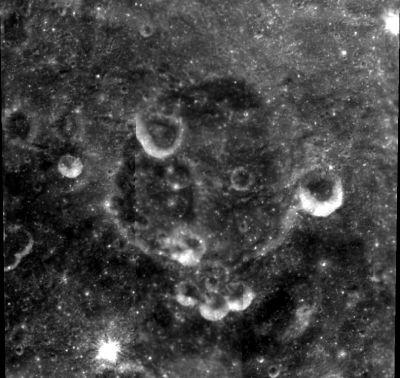
Fotografía de la misión Clementine (1994)

Strömgren es un cráter de impacto que se encuentra en la cara oculta de la Luna, a menos de un diámetro al norte-noreste del cráter Von der Pahlen. Más al este se halla Gerasimovich, y al norte-noreste aparece Belopol'skiy.
|  |

Es una formación desgastada y erosionada, con varios pequeños cráteres en el borde del brocal. El contorno exterior no es demasiado circular, con protuberancias hacia el sureste, suroeste y noreste. Un pequeño cráter está unido al exterior en el este, y otro sobrepasa la pared interior al noroeste. Un tercer cráter yace sobre el borde en su lado sur, con un grupo de pequeños cráteres justo fuera del borde sur. El suelo interior de Strömgren es algo desigual, con una cresta baja y curvada que discurre hacia el norte del borde meridional.

## Cráteres satélite
Por convención estos elementos son identificados en los mapas lunares poniendo la letra en el lado del punto medio del cráter que está más cercano a Strömgren.
|           | \| Strömgren \| Coordenadas \| Diámetro \| \| --------- \| -------------------------------- \| -------- \| \| A \| 17°48′S 131°42′O / -17.8, -131.7 \| 51 km \| \| X \| 17°24′S 134°36′O / -17.4, -134.6 \| 42 km \| |          |
| Strömgren | Coordenadas | Diámetro |
| A         | 17°48′S 131°42′O / -17.8, -131.7 | 51 km    |
| X         | 17°24′S 134°36′O / -17.4, -134.6 | 42 km    |

## Referencias

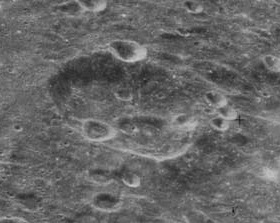
Imagen del cráter Stromgren desde la nave Zond-8 (el norte a la izquierda)